# Liste der Mitglieder der Académie Goncourt
Liste der Mitglieder der Académie Goncourt seit ihrer Gründung 1900, geordnet nach den 10 Sitzen.
| 1 | 2 | 3 | 4 | 5 | 6 | 7 | 8 | 9 | 10 |

## Sitz 1
- 1900: Léon Daudet (1867–1942)
- 1942: Jean de La Varende (1887–1959)
- 1944: Colette (1873–1954)
- 1954: Jean Giono (1895–1970)
- 1971: Bernard Clavel (1923–2010)
- 1977: André Stil (1921–2004)
- 2004: Bernard Pivot (1935–2024)
- 2019: Pascal Bruckner (* 1948)

## Sitz 2
- 1900: Joris-Karl Huysmans (1848–1907)
- 1907: Jules Renard (1864–1910)
- 1910: Judith Gautier (1845–1917)
- 1918: Henry Céard (1851–1924)
- 1924: Pol Neveux (1865–1939)
- 1939: Sacha Guitry (1885–1957)
- 1949: Armand Salacrou (1899–1989)
- 1983: Edmonde Charles-Roux (1920–2016)
- 2016: Éric-Emmanuel Schmitt (* 1960)

## Sitz 3
- 1900: Octave Mirbeau (1848–1917)
- 1917: Jean Ajalbert (1863–1947)
- 1947: Paul-Alexandre Arnoux (1884–1973)
- 1973: Jean Cayrol (1911–2005)
- 1995: Didier Decoin (* 1945)

## Sitz 4
- 1900: J.-H. Rosny aîné (1856–1940)
- 1940: Pierre Champion (1880–1942)
- 1943: André Billy (1882–1971)
- 1971: Robert Sabatier (1923–2012)
- 2013: Paule Constant (* 1944)

## Sitz 5
- 1900: J.-H. Rosny junior (1859–1948)
- 1948: Gérard Bauër (1888–1967)
- 1967: Louis Aragon (1897–1982)
- 1969: Armand Lanoux (1913–1983)
- 1983: Daniel Boulanger (1922–2014)
- 2008: Patrick Rambaud (* 1946)
- 2023: Christine Angot (* 1959)

## Sitz 6
- 1900: Léon Hennique (1850–1935)
- 1936: Léo Larguier (1878–1950)
- 1951: Raymond Queneau (1903–1976)
- 1977: François Nourissier (1927–2011)
- 2008: Tahar Ben Jelloun (* 1947)

## Sitz 7
- 1900: Paul Margueritte (1860–1918)
- 1919: Émile Bergerat (1845–1923)
- 1924: Raoul Ponchon (1848–1937)
- 1938: René Benjamin (1885–1948)
- 1949: Philippe Hériat (1898–1971)
- 1972: Michel Tournier (1924–2016)
- 2011: Régis Debray (* 1940)
- 2016: Virginie Despentes (* 1969)
- 2020: Camille Laurens (* 1957)

## Sitz 8
- 1900: Gustave Geffroy (1855–1926)
- 1926: Georges Courteline (1858–1929)
- 1929: Roland Dorgelès (1885–1973)
- 1973: Emmanuel Roblès (1914–1995)
- 1995: Françoise Chandernagor (* 1945)

## Sitz 9
- 1900: Élémir Bourges (1852–1925)
- 1926: Gaston Chérau (1872–1937)
- 1937: Francis Carco (1886–1958)
- 1958: Hervé Bazin (1911–1996)
- 1996: Jorge Semprún (1923–2011)
- 2012: Philippe Claudel (* 1962)

## Sitz 10
- 1900: Lucien Descaves (1861–1949)
- 1950: Pierre Mac Orlan (1882–1970)
- 1970: Françoise Mallet-Joris (1930–2016)
- 2012: Pierre Assouline (* 1953)